# Simulium ornatipes
Simulium ornatipes är en tvåvingeart som beskrevs av Frederick Askew Skuse 1890. Simulium ornatipes ingår i släktet Simulium och familjen knott. Inga underarter finns listade i Catalogue of Life.